# Поздовжньо-скрутна муфта

Напівмуфта поздовжньо-скрутної муфти

Поздовжньо-скрутна муфта — жорстка (глуха) муфта сталого сполучення, основною деталлю якої є муфтова втулка, котра виконана рознімною в площині, що проходить по осі вала (за ДСТУ 2123-92). Може розглядатись як різновид втулкової муфти, втулка якої виконана розбірною для покращення зручності збирання-розбирання.
Такі муфти середнього і малого розмірів передають крутний момент тільки тертям між валом і муфтою. У муфтах великого розміру між валами і муфтою вводиться шпонка, що передає основну частину крутного моменту. Розрахунок подовжньо-скрутних муфт зводиться до визначення розмірів і числа болтів, що з'єднують напівмуфти, а також перевірки шпонок на зріз і зминання.